# EADS Harfang
Die Harfang (frz. für Schnee-Eule), früher Eagle 1 genannt, ist eine von den französischen Luftstreitkräfte in geringen Stückzahlen beschaffte Version der IAI Heron. Wie beim Ausgangsmuster von Israel Aerospace Industries handelt es sich um eine Drohne der Kategorie Medium Altitude Long Endurance, was zu deutsch in etwa Mittlere Höhen Lange Flugzeit bedeutet. Das mit Aufklärungsausrüstung von EADS und Thales ausgerüstete System wurde von den französischen Streitkräften in Afghanistan und bei der Opération Serval eingesetzt.

## Geschichte
Bei der Harfang handelt es sich um ein militärisches Aufklärungssystem, das im Rahmen des französischen Beschaffungsprogramms Système Intérimaire de Drone MALE (SIDM) entwickelt wurde. Sie hatte am 9. September 2006 ihren Erstflug; die Erprobung fand auf dem Luftwaffenstützpunkt Base aérienne 125 Istres-Le Tubé statt.
Die ersten Drohnen dieses Typs wurden im Jahr 2007 an die französischen Luftstreitkräfte ausgeliefert. Am 3. Juni 2008 wurde das System, bestehend aus drei Fluggeräten und zwei Bodenstationen, offiziell von den französischen Streitkräften übernommen. Anfang 2009 begann der Einsatz in Afghanistan auf der Bagram Air Base. Ende März bzw. Anfang April 2009 stürzte eine der Drohnen ab.
Die Drohnen wurden von der Escadron Drones 01.033 „Belfort“ betrieben, die auf dem Militärflugplatz Cognac-Châteaubernard beheimatet ist. Sie wurden Anfang 2014 außer Dienst gestellt, und Marokko hat Interesse geäußert, sie zu übernehmen.

## Technik und Betrieb

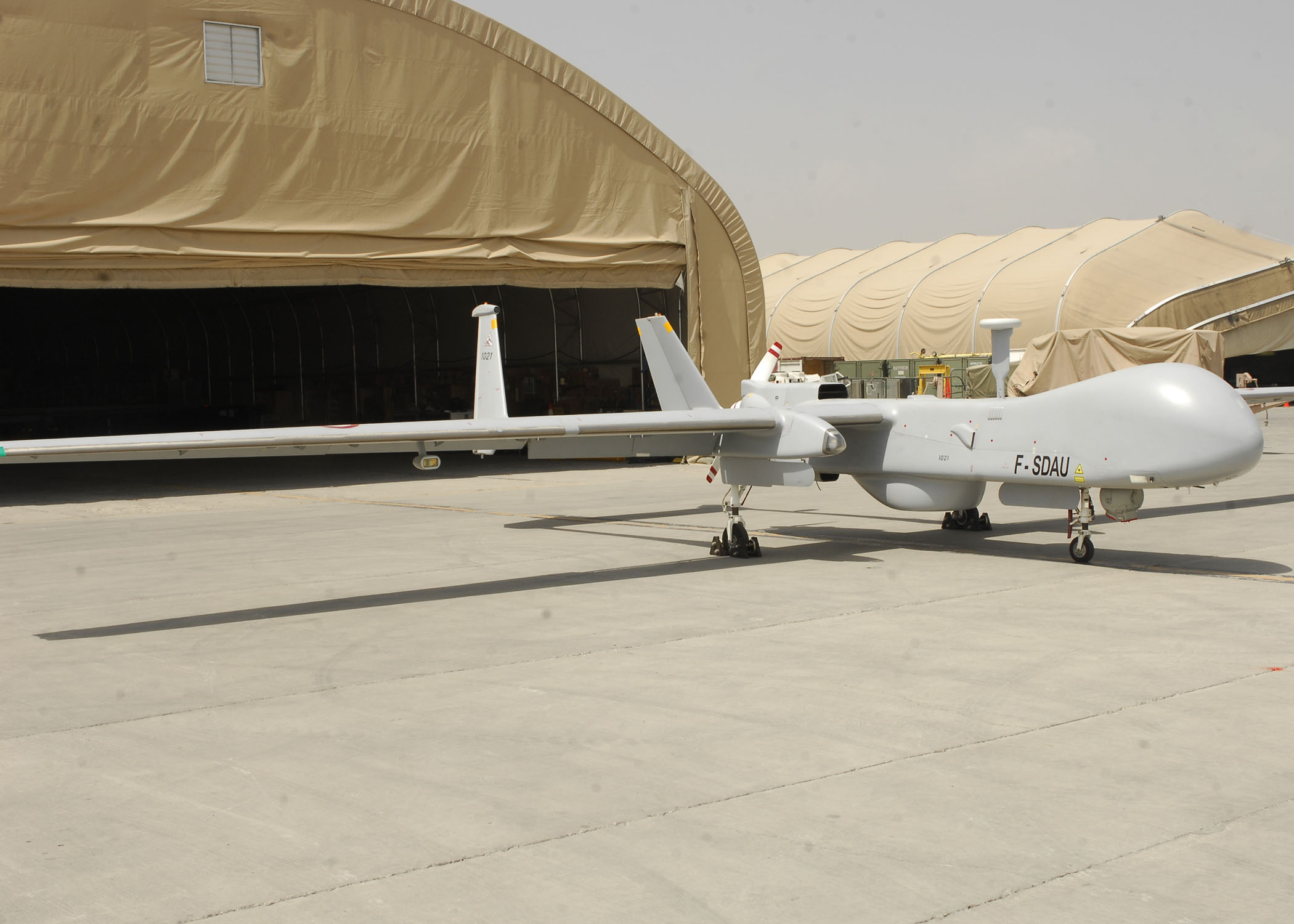
Eine Harfang in Afghanistan

Wie beim Ausgangsmuster Heron 1 besitzt auch die Harfang die charakteristischen Tragflächen hoher Streckung bei gleichzeitig sehr niedriger Pfeilung, was die Ausdauer und Flughöhe zu Lasten hoher Geschwindigkeiten erhöht. Der Antrieb wurde nicht verändert und erfolgt über einen 86 kW (115 PS) leistenden Rotax 914, der einen Schubpropeller antreibt. Gegenüber dem Ausgangsmuster wurde äußerlich lediglich der Rumpf um 80 cm verlängert, um die geänderte Sensorausstattung unterzubringen. Die Gesamtlänge beträgt nun 9,3 m.
Starts und Landungen erfolgen vollautomatisch. Der Flug erfolgt gemäß einer vorprogrammierten Route, wobei die in einer Bodenstation sitzenden Air Vehicle Operator (AVO) und Payload Operator (PO) jederzeit in die Flugsteuerung eingreifen können. Die Steuerung kann alternativ auch manuell erfolgen.

## Nutzlast
Die auf ein Maximalgewicht von 250 kg beschränkte Nutzlast besteht grundsätzlich aus den gleichen Komponenten wie beim Ausgangsmuster: Ein Synthetic Aperture Radar etwa mittig unter dem Rumpf sowie ein kreiselstabilisierter elektro-optischer Aufklärungspod unter dem Rumpfbug. Im Gegensatz zum Ausgangsmuster wird die Sensorik jedoch nicht vom Hersteller IAI, sondern erst von EADS in Frankreich eingerüstet. Die Komponenten stammen dabei weitgehend aus Europa, unter anderem von Thales.

## Eagle 2
Als die Harfang noch den Namen Eagle 1 trug gab es die Idee, eine Weiterentwicklung unter dem Namen Eagle 2 zu bauen. Diese Variante wäre deutlich größer gewesen um eine erheblich umfangreichere Aufklärungsausrüstung mitführen zu können. Als Antrieb wäre ein Turboproptriebwerk von 900 kW (1200 PS) zum Einsatz gekommen, was auch die Flugleistungen erheblich verbessert hätte. Das Projekt, das der von IAI verwirklichten Weiterentwicklung der Heron zur Heron TP sehr ähnlich war, wird nicht mehr weiterverfolgt. Im Vergleich zu den amerikanischen Modellen, wäre die Eagle 2 im Leistungsbereich der General Atomics MQ-9 gewesen, während sich die Harfang lediglich in der Leistungsklasse der General Atomics RQ-1 Predator bewegt.

## Technische Daten

Zweiseitenriss der Harfang

| Kenngröße             | Harfang/SIDM/Eagle 1         | Eagle 2 (geplant)               |
| --------------------- | ---------------------------- | ------------------------------- |
| Länge                 | 9,3 m                        | 13 m                            |
| Spannweite            | 16,6 m                       | 26 m                            |
| Antriebsart           | Vierzylinder-Kolbentriebwerk | Turboprop                       |
| Antriebsmodell        | Rotax 914                    | Pratt & Whitney Canada PT6A-67A |
| Leistung              | 86 kW (115 PS)               | 900 kW (1200 PS)                |
| Flughöhe              | 7.620 m                      | k. A.                           |
| Dienstgipfelhöhe      | 9.150 m                      | 13.700 m                        |
| Höchstgeschwindigkeit | > 200 km/h                   | > 400 km/h                      |
| Einsatzdauer          | > 24 h                       | > 20 h                          |
| Maximale Startmasse   | 1150 kg                      | 3600 kg                         |
| Maximale Nutzlast     | 250 kg                       | 450 kg                          |
| Start-/Landebahnlänge | ca. 600 m                    | k. A.                           |